# Ringvejen (Grenaa)
 For alternative betydninger, se Ringvejen. (Se også artikler, som begynder med Ringvejen)
Ringvejen  er en tosporet ringvej, der går igennem det sydlige Grenaa. Vejen er en del af primærrute 15 og primærrute 16, der går fra Grenaa til Søndervig og fra Holstebro til Ringkøbing, Vejen er med til at lede den tunge trafik til færgen uden om Grenaa Centrum, så byen ikke bliver belastet af så meget gennemkørende trafik.
Vejen forbinder Hovedvejen i vest med Kattegatvej i øst og har forbindelse til Kanalvej, Vestermarken, Lergravsvej, Kærvej, Næsgårdvej, Kolbrovej, Dalsgårdevej, Århusvej, Fasanvej, N P Josiassens Vej og Kystvej.